# Limnophora flavibasis
Limnophora flavibasis är en tvåvingeart som beskrevs av Stein 1906. Limnophora flavibasis ingår i släktet Limnophora och familjen husflugor. Inga underarter finns listade i Catalogue of Life.